# ELF5
El factor 5 similar al E74 (factor de transcripción del dominio ets) es un gen que se encuentra tanto en ratones como en humanos. En los seres humanos también se llama ESE2. 

## Función
La proteína codificada por este gen es miembro de una subclase específica de epitelio de la familia de factores de transcripción ETS. Además de su función en la regulación de las últimas etapas de la  diferenciación terminal de los queratinocitos, parece regular una serie de genes específicos del epitelio que se encuentran en tejidos que contienen epitelio glandular, como la glándula salival y la próstata. Tiene una afinidad muy baja por el ADN debido a su dominio regulador negativo en el extremo amino. Para este gen se han descrito dos variantes de transcripción empalmadas alternativamente que codifican diferentes isoformas.